# Mikhailo Oleksienko
Mikhailo Oleksienko (ucraïnès:Михайло Олексієнко; 30 de setembre de 1986), és un jugador d'escacs ucraïnès, que té el títol de Gran Mestre Internacional des de 2005.
A la llista d'Elo de la FIDE del desembre de 2021, hi tenia un Elo de 2584 punts, cosa que en feia el jugador número 22 (en actiu) d'Ucraïna, i el 277è millor jugador del món. El seu màxim Elo va ser de 2643 punts, a la llista de gener de 2015.

## Resultats destacats en competició
El 2013 fou 1r-2n a l'Obert de Txèquia empatat amb Liviu-Dieter Nisipeanu. El mateix any fou 1r-4t (tercer en el desempat) a l'Festival d'Abu Dhabi amb 6½ punts de 9 (el campió fou Igor Kurnosov).
El febrer de 2014 fou 1r-3r (tercer en el desempat) al Memorial David Bronstein jugat a Minsk (Belarús) amb 7 punts de 9, empatat al capdavant amb Baadur Jobava i Serhí Fedortxuk.
El 2015, guanyà el Memorial Karèn Asrian jugat a Djermuk (Armènia) amb 7 punts de 9, empatat de punts amb Anton Kórobov i Samvel Ter-Sahakyan però amb milor desempat.
El 2016 es va proclamar campió d'Ucraïna, a Rivne.